# Arènes sanglantes (film, 1941)
Pour les articles homonymes, voir Arènes sanglantes.
Pour plus de détails, voir Fiche technique et Distribution.
Arènes sanglantes (Blood and Sand) est un film américain réalisé par Rouben Mamoulian, sorti en 1941.

## Synopsis

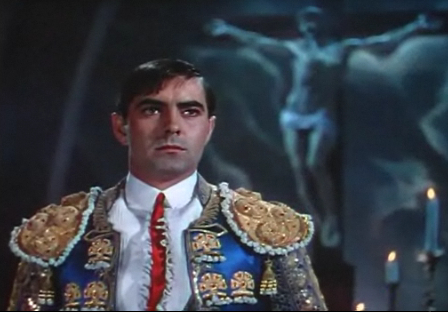
Tyrone Power

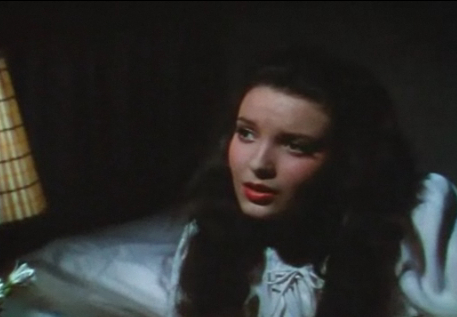
Linda Darnell

Fils de torero, Juan Gallardo rêve de gloire et d’endosser l’illustre habit de lumières à l’image de son père mort dans l’arène. Vivant pauvrement à Séville avec sa famille, il quitte la maison pour faire carrière à Madrid dans la tauromachie. Après quelques années, il réussit à se faire un nom auprès d’aficionados. Auréolé de gloire, il retourne à Séville, retrouve sa famille et son amie d’enfance, Carmen. Ils se déclarent leur amour et se marient. Réalisant de spectaculaires corridas, Juan est maintenant à son apogée. Encensé par tous, il est remarqué par la troublante séductrice Doña Sol, une superbe aristocrate habituée au milieu mondain. Malgré les mises en garde de son entourage, Juan se laisse envoûter par la belle Doña Sol et devient son jouet. Il délaisse alors sa jeune épouse et ne s’intéresse plus à la tauromachie. Doña Sol ne tarde pas à s’intéresser à Manolo de Palma, un autre torero dont l’étoile commence à briller, et quitte Juan. La mort de son ami Nacional ramène Juan à la raison et, malgré les supplications de Carmen, retourne dans l’arène pour affronter son destin.

## Fiche technique
- Titre : Arènes sanglantes
- Titre original : Blood and Sand
- Réalisation : Rouben Mamoulian, assisté de Robert D. Webb (non crédité)
- Scénario : Jo Swerling, d'après le roman Sangre y arena de Vicente Blasco Ibáñez
- Production : Darryl F. Zanuck et Robert Kane (producteur associé)
- Société de production : 20th Century Fox
- Photographie : Ernest Palmer et Ray Rennahan
- Musique : Alfred Newman
- Chansons : Vicente Gomez
- Chorégraphe : Budd Boetticher et Hermes Pan (non crédités)
- Direction artistique : Richard Day et Joseph C. Wright
- Décors : Thomas Little
- Costumes : Travis Banton et Sam Benson
- Montage : Robert Bischoff
- Conseiller technique : Budd Boetticher, Fortunio Bonanova et Francisco Gómez Delgado (non crédités)
- Distribution : 20th Century Fox
- Pays de production :  États-Unis
- Format : Technicolor consultant Nathalie Kalmus
- Genre : Drame
- Langue : Anglais
- Durée : 125 minutes
- Dates de sortie :
  - États-Unis : 22 mai 1941 (première à New York), 30 mai 1941 (sortie nationale)
  - Royaume-Uni : 26 janvier 1942
  - France : 24 janvier 1947
- Affiche : Georges Dastor (France)

## Distribution
- Tyrone Power (V.F : Yves Furet) : Juan Gallardo
- Linda Darnell (V.F : Claire Guibert) : Carmen Espinosa
- Rita Hayworth (V.F : Madeleine Briny) : Doña Sol de Muire
- Alla Nazimova (V.F : Henriette Marion) : Señora Angustias Gallardo
- Anthony Quinn (V.F : Jean Clarieux) : Manolo de Palma
- J. Carrol Naish (V.F. : Maurice Lagrenée) : Garabato
- Lynn Bari : Encarnación
- John Carradine (V.F : Fernand Rauzena) : El Nacional
- Laird Cregar (V.F : Jean Martinelli) : Natalio Curro
- William Montague : Antonio López
- George Reeves : Capitaine Pierre Lauren
- Pedro de Cordoba : Don José Alvarez
- Fortunio Bonanova (V.F : Albert Montigny) : Pedro Espinosa
- Victor Kilian : le prêtre
- Charles Stevens : Pablo Gómez
- Ann E. Todd : Carmen enfant
- Russell Hicks (V.F : Christian Argentin) : le marquis
- Adrian Morris : La Pulga

Acteurs non crédités
- Fred Malatesta : un serveur
- Alberto Morin : un assistant en corrida

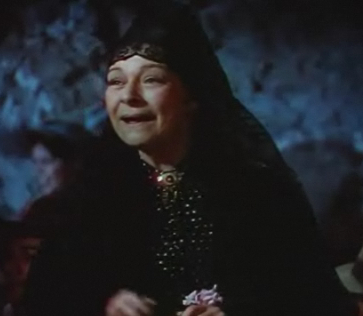
Alla Nazimova
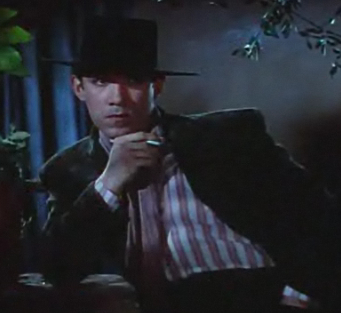
Anthony Quinn
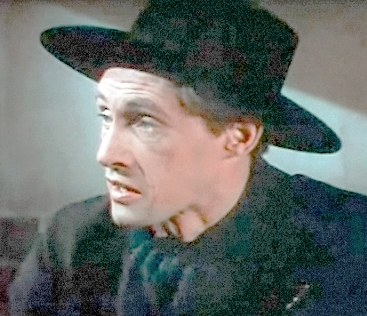
John Carradine
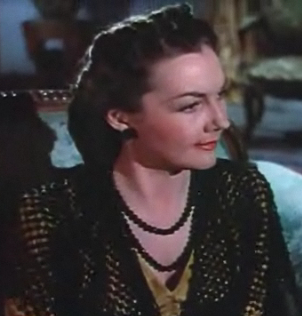
Lynn Bari

## Autour du film

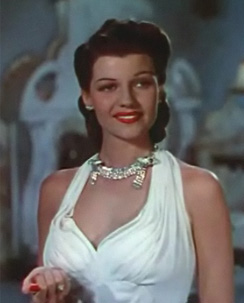
Rita Hayworth

- Arènes sanglantes est un remake d'un film homonyme de 1922, Arènes sanglantes (Blood and Sand), de Fred Niblo, avec Rudolph Valentino dans le rôle de Juan Gallardo.
- Rita Hayworth fut prêtée à la 20th Century Fox pour remplacer Carole Landis qui refusait de jouer un personnage négatif et de se teindre en rousse[1].
- À noter la participation de Alla Nazimova, vedette du cinéma muet, dans le rôle de la Señora Angustias Gallardo, la mère de Juan Gallardo (Tyrone Power).
- La danse "El torero", exécutée par Geneva Sawyer, a été conçue par Budd Boetticher

## Citations
- « Je me suis inspiré de la peinture espagnole, et en particulier de Sorolla, du Greco et de Velasquez, pour réaliser Arènes sanglantes. Ainsi, pour obtenir l’effet désiré alors que je filmais un crucifix, je le fis recouvrir de spray bleu, gris et vert. Afin que le fond restât dans l’ombre, j’utilisais également un spray qui eut pour effet d’obscurcir les zones que des raisons techniques nous obligeaient à maintenir éclairées. » Rouben Mamoulian[2].